# Departamento de Física (Universidad Nacional del Sur)
El Departamento de Física es uno de los 17 departamentos que constituyen la Universidad Nacional del Sur, localizada en la ciudad de Bahía Blanca, Argentina.

## Historia
El departamento de Física es fundacional de la universidad, en 1956, siendo el primer Director el Ing. Ricardo Aroldo Guido Arrigoni. En un principio no tenía carrera universitaria y solo dictaba materias de servicio para las demás carreras de la Universidad y los correspondientes laboratorios se efectuaban edificio del ex-Instituto Tecnológico del Sur, ubicado en Rondeau 29.
En 1962 el director del departamento, el Ing. Walter Enrique Daub, decide que los trabajo prácticos se dicten en los laboratorios de la sede de Av. Alem. En 1975 Remus Tetu culmina abruptamente la gestión como director del Ing. Daub el que es cesanteado en sus funciones, en el mismo acto desaparece el Departamento de Física creándose un Departamento de Ciencias Exactas donde se agruparon Química e Ing. Química, Ing. Eléctrica, Física y Matemática esta situación se mantiene durante el último gobierno de facto, es decir, hasta 1983 momento en el que se recobra la independencia del departamento.
En 1984 se impulsa la creación de una carrera propia del Departamento con un primer intento de un Profesorado en Física el cual es rechazado por el Consejo Superior, en tanto que el intento de crear la actual carrera de Licenciatura en Física sí es aprobado en 1986. En ese año se inician los primeros grupos de investigación. La creación del Profesorado en Física se concretó en 2002, con los primeros alumnos ingresando en 2003.
En el año 2007, el Departamento de Física impulsó junto al Departamento de Geología la creación de una carrera en Geofísica, ingresando los primeros estudiantes en 2008.

## Carreras
Las carreras de grado del departamento son las siguientes:
| Carreras de grado                   | Duración |
| ----------------------------------- | -------- |
| Licenciatura en Física              | 5 años   |
| Licenciatura en Geofísica           | 5 años   |
| Profesorado en Física               | 4 años   |
| Licenciatura en Óptica              | 4 años   |
| Carrera de pregrado                 |          |
| Tecnicatura Universitaria en Óptica | 3 años   |